# Lille-Saint-Sauveur
Pour les articles homonymes, voir Saint-Sauveur.
Lille-Saint-Sauveur est un ancien quartier de Lille, reconstruit au cours des années 1960 qui fait partie de Lille-Centre.
Cette opération d’urbanisme n’a préservé qu’un petit nombre de bâtiments historiques et s’est accompagnée d’un renouvellement de sa population.

## Situation géographique

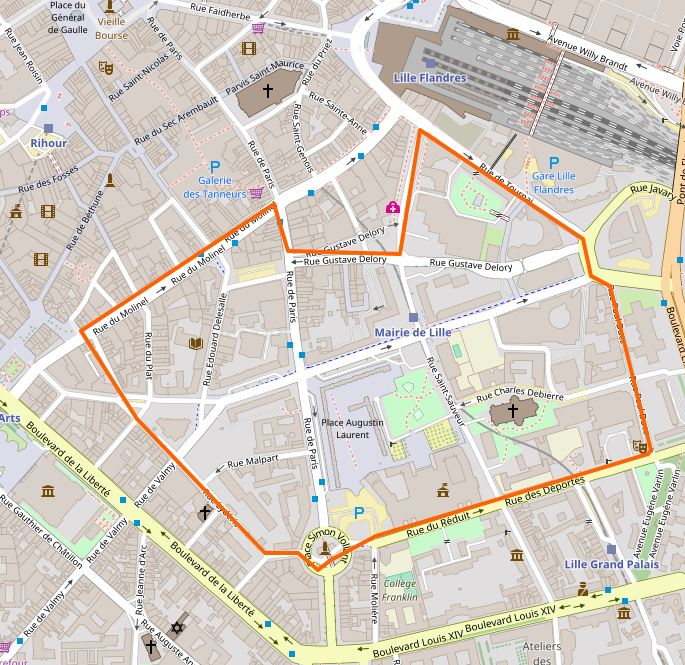
Limites du quartier Saint-Sauveur historique sur plan actuel

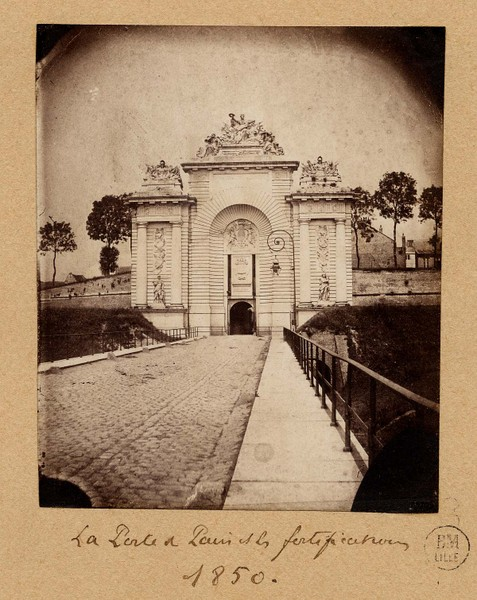
Porte de Paris vers 1850.

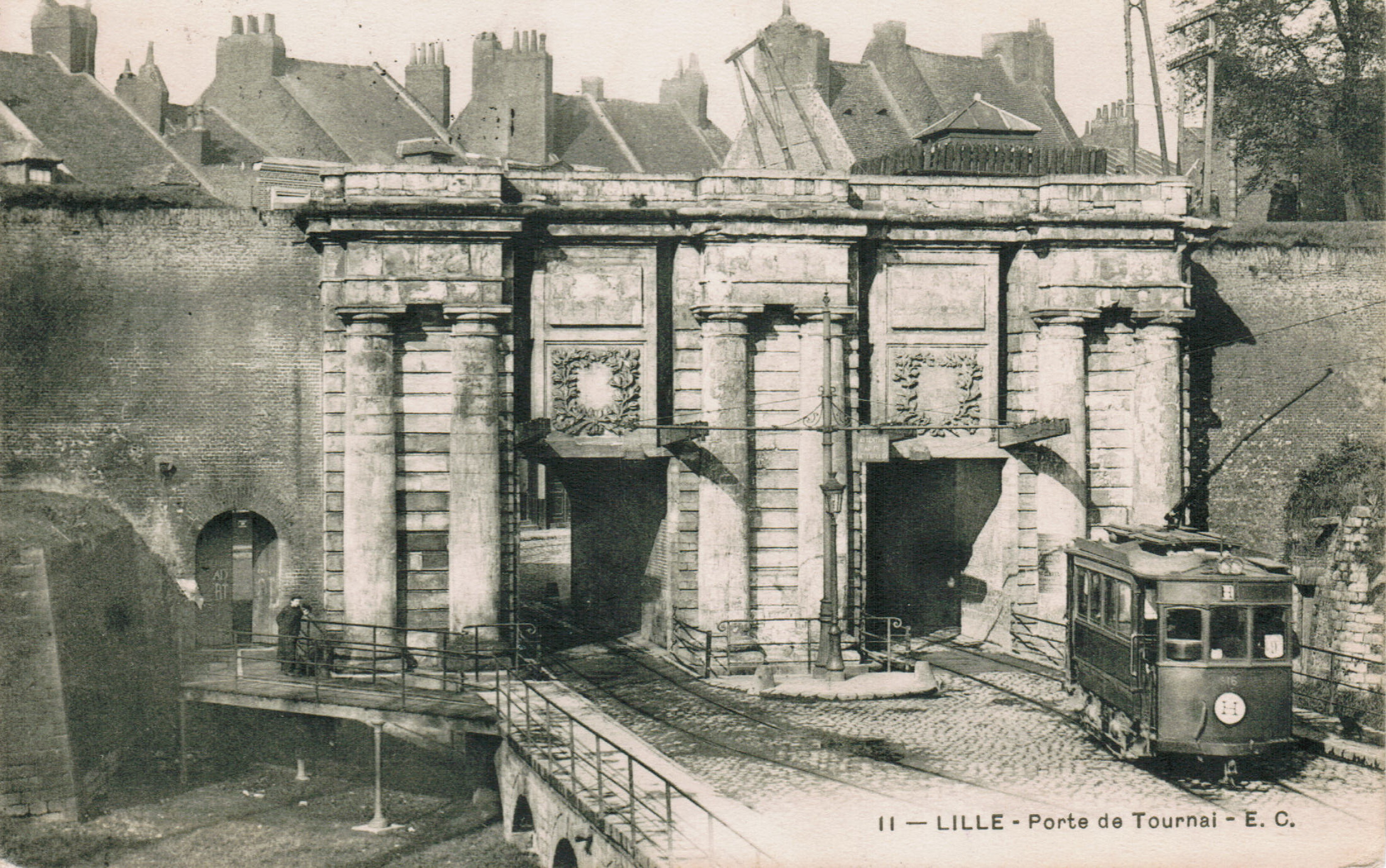
Porte de Tournai vers 1900

Le quartier est l'extrémité sud-est de l'ancienne ville à l’intérieur de l’enceinte dont la partie sud a été démantelée en 1858. Jusqu’à cette date, le tracé de la partie méridionale des remparts avait peu varié depuis la création de l’enceinte datant probablement du XIIIe siècle où l'existence de fortifications en maçonnerie est attestée dès 1301 concernant la porte de Fives et par des comptes de 1335-1338.
En effet, les agrandissements ultérieurs ont porté sur d’autres parties de la ville : actuels quartiers de l’Hôpital militaire jusqu'à la porte de Béthune à l'emplacement actuel de la place Richebé, des Reigneaux vers les portes de Gand et de Roubaix au début du XVIIe siècle et Saint-André, Sainte Marie-Madeleine après l’annexion de Lille au royaume de France en 1667.
Sur la section de la Noble Tour à la sortie des voies de la gare de Lille le tracé du rempart est resté stable pendant plus de six siècles du XIIIe au XXe siècle,.
Au nord, Saint-Sauveur jouxtait la paroisse Saint-Maurice autre quartier populaire jusqu’au milieu du XIXe siècle avant son intégration dans l’hypercentre.
Reporté sur un plan actuel, le quartier était compris dans un périmètre entre la porte de Paris, la rue du Réduit au sud de l’Hôtel de Ville, la Noble Tour, les rues Paul Duez, Tournai, Charles-Saint-Venant, Gustave-Delory, de Paris, du Molinel, Barbier-Maes, Ovigneur, Lydéric derrière la caserne Vandamme.
Ces limites sont approximatives car le réseau a été remanié au cours du siècle dernier : des rues ont été supprimées, celles subsistant, pour la plupart élargies. Le petit fragment du territoire de la paroisse St-Maurice entre les rues Gustave-Delory, de Tournai et Charles-St-Venant inclus dans la rénovation des années 1960 était perçu comme faisant partie de Saint-Sauveur.
De la fin du XVIIe siècle à l'agrandissement de 1858, Saint-Sauveur était l’une des sept paroisses de Lille avec Saint-Pierre, Saint-Étienne, Saint-Maurice au centre, Sainte-Catherine, Sainte-Marie-Madeleine, et Saint-André au nord.
C'était également l'arrondissement Sud-Est, 3e des 5 arrondissements de police constitués sous la Restauration incluant également une partie de la paroisse Saint-Maurice jusqu'à la rue de Béthune.
Cet espace paroissial exigu de 21,8 hectares était très densément peuplé.
Ses axes principaux formés dès le Moyen Âge, la rue des Malades (actuelle rue Pierre-Mauroy) conduisant aux routes vers les régions du sud par la porte de Paris, la rue Saint-Sauveur la plus large, la rue de Fives (dont le tracé correspond approximativement à celui de l’actuelle rue Gustave-Delory à partir de la rue Saint-Sauveur vers la Cité administrative) et la rue de Tournai ont été élargis et en partie déplacés dans l’opération d’urbanisme des années 1960.
Les autres voies très étroites et sinueuses formaient un lacis de ruelles, cours, impasses. Elles ont pour la plupart disparu lors de cette grande rénovation. Sur les sept portes de la ville, deux donnaient accès à Saint-Sauveur.
- la porte de Paris restaurée en 1889 avec création d'un rond-point.
- la porte de Tournai également dite porte de Fives qui avait été reportée en 1674 par Vauban de l'extrémité de la rue de Fives (actuelle rue Gustave-Delory) à celle de la rue de l'Ablette dénommée rue de Tournai depuis 1794. Cette porte est restée dans l’enceinte de Lille jusqu’à son déclassement en 1919.

Une porte Saint-Sauveur à l'extrémité de la rue Saint-Sauveur murée en 1575 après l'explosion d'un dépôt de poudre avait été détruite en 1673.
Après l'agrandissement de 1858, on peut étendre Saint-Sauveur sur les anciennes fortifications démantelées jusqu'au boulevard Louis XIV ou, encore au-delà, jusqu'au bord de la gare Saint-Sauveur et au sud-Est jusqu'à la nouvelle porte Louis XIV et au boulevard du Maréchal-Vaillant mais le boulevard de la Liberté bordé d'immeubles bourgeois et d'hôtels particuliers luxueux est resté étranger à ce quartier populaire.
Après le second démantèlement des fortifications de l'entre-deux-guerres, on peut étendre Saint-Sauveur à l'est, en s'éloignant du noyau historique, jusqu'aux boulevards Émile-Dubuisson et du Président-Hoover pour fixer une limite avec Euralille.
À l'avenir, Saint-Sauveur pourrait inclure, au sud, un quartier actuellement en projet sur l'espace de la friches industrielle de l'ancienne gare de marchandises Saint-Sauveur (à elle-seule aussi étendue que l'ancienne paroisse d'avant 1858).

## Histoire

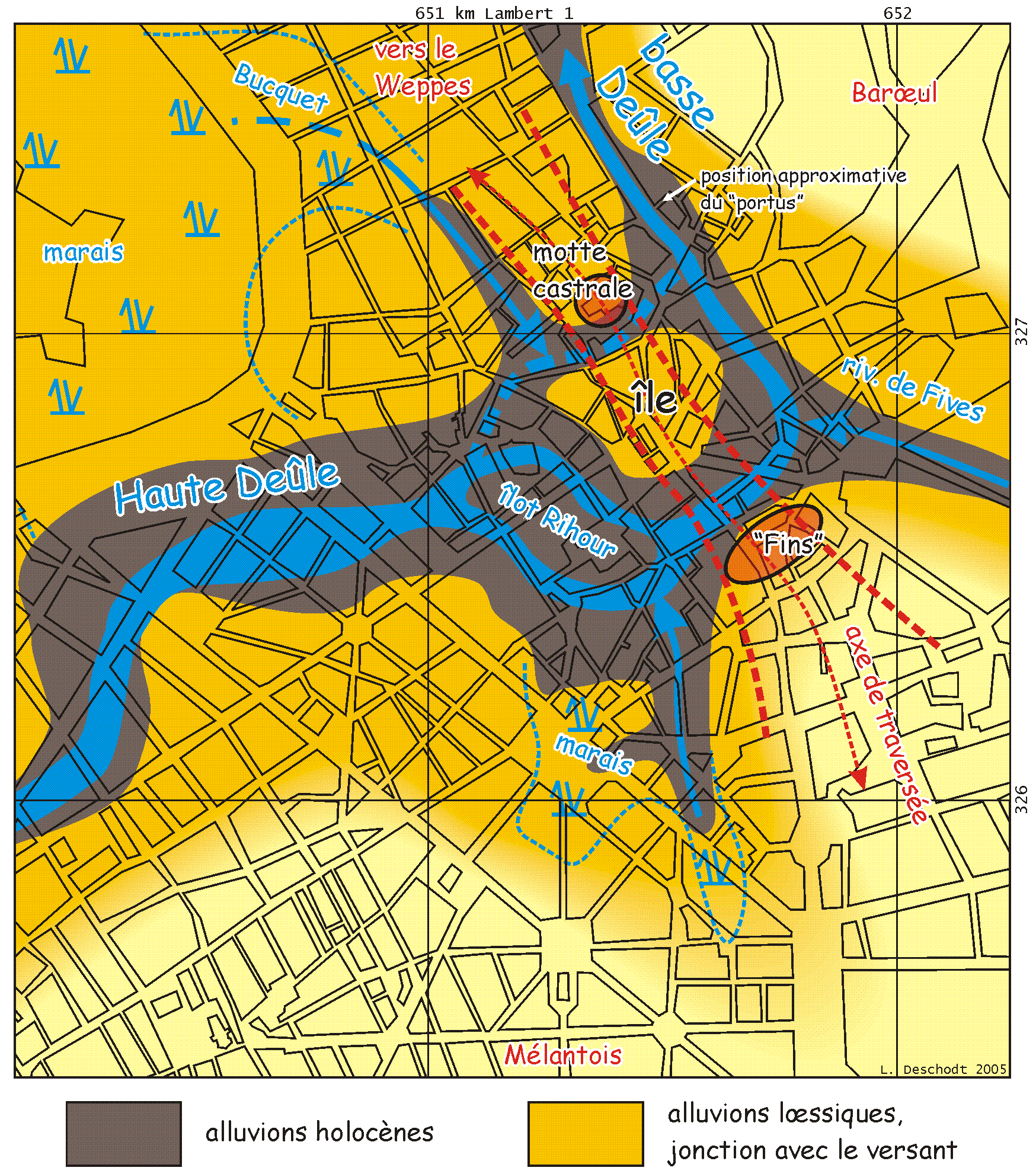
Superposition d'une carte de Lille actuelle et d'une carte supposée de Lille au Moyen Âge : le quartier Saint-Sauveur est situé sur un territoire non inondable au sud de la zone d'alluvion de la Deûle sur un axe de communication orienté Nord-Nord-Ouest-Sud-Sud-Est (flèches vers l'angle en bas à droite de la carte)

### De l'origine à la révolution industrielle
La première mention de la « paroisse Saint-Sauveur » qui donna son nom au quartier apparaît dans un privilège du pape Célestin II de 1144.
Après Saint-Maurice dont l'église est citée dans la Charte de dotation de la collégiale Saint-Pierre de 1066, la paroisse Saint-Sauveur est la quatrième paroisse de Lille.
Intégrée avec Saint-Maurice dans la nouvelle enceinte qui porte la superficie de la ville à 80 ha vers 1273, Saint-Sauveur est probablement une extension de l’antique village de Fins situé au sud du noyau originel de Lille qui comprenait le castrum autour de l'actuelle cathédrale Notre-Dame-de-la-Treille et de l'hospice Comtesse et du forum (à l'emplacement d'une partie des actuelles place du Général-de-Gaulle et du Théâtre). L'origine de Saint-Sauveur pourrait également être le déploiement le long du Becquerel en direction du centre de Lille d'établissements primitifs auprès du prieuré attribué en 1104 à côté de la source de cette rivière à Fives aux bénédictins de Saint-Nicaise de Reims.
Le territoire de Saint-Sauveur était situé à l’écart de zones marécageuses proches : parmi les nombreux canaux qui sillonnaient la ville, seuls deux étaient en lisière du quartier, le canal du Haut-Hibernois au sud-ouest et le canal du Haut-Becquerel au nord. Le quartier était par ailleurs sur l’axe principal d’une traversée par voie terrestre en parcours non inondable entre le pays de Weppes au nord et le Mélantois au sud en passant par la motte castrale et l’île dans les bras de la Deûle.
Cet axe de circulation est celui de la future rue de Paris qui passait sur un pont dont la rue des Ponts de Comines dans le quartier Saint-Maurice conserve le souvenir. Il se prolonge par les rues de Douai et d’Arras dans l’actuel quartier de Moulins-Lille en direction de l’Artois et des régions sud.
Cette situation va favoriser une urbanisation rapide.
La partie méridionale de l’enceinte de Lille construite à la fin du XIIe et au début du XIIIe siècle englobait à cette époque des surfaces non encore loties ou en cours de lotissement
Cependant ce territoire peuplé par des habitants venus des campagnes environnantes fut rapidement bâti au milieu du XIIIe siècle. La peste noire qui ravagea l’Europe à cette époque ne ralentit pas la croissance démographique de Lille.
Dès cette époque, la plupart des constructions du quartier étaient des demeures exiguës où s’entassait une population pauvre de travailleurs de la draperie.
Cette pauvreté est attestée par la faiblesse des redevances et impositions contrastant avec l’aisance des quartiers autour de la Grand-Place de Lille et de la rue Grande-Chaussée.
Jusqu'en 1960, le textile, draperie au Moyen Âge, sayetterie au XVIIe siècle, est restée l’activité principale d’« une paroisse remuante, pittoresque et populaire » expression d'Alain Lottin auteur d’une étude sur le milieu des sayetteurs lillois sous Louis XIV d’après la chronique de Pierre-Ignace Chavatte artisan de Saint-Sauveur contemporain du rattachement de la ville au royaume de France en 1667.
Au XVIIe siècle, le taux d'alphabétisation semble avoir été relativement élevé dans ce quartier laborieux. C'est par le biais de l'école dominicale de sa paroisse que cet homme du peuple apprit à lire et à écrire
Les sayetteurs étaient des artisans tisserands fabriquant des tissus légers, corporation laborieuse typiquement lilloise.
La corporation concurrente des bourgetteurs tissait des étoffes mélangeant laine et lin.
La sayetterie et la bourgetterie se sont beaucoup développées à la suite de la réunion de la Flandre à l’Espagne et grâce aux privilèges accordés par Maximilien de Habsbourg et Marie de Bourgogne.
Ces activités qui souffrirent de l’annexion de Lille au royaume de Franceet déclinèrent au cours du XVIIIe siècle, furent progressivement remplacées par la filterie, transformation artisanale de fil de lin en fil à coudre, (150 maîtres faisant vivre 5000 ouvriers à Lille à la fin du XVIIIe siècle) et par la dentellerie exercée hors corporation par les femmes (13600 dentellières à Lille en 1789)

### LeXIXesiècleet le début duXXe
Au XIXe siècle l’artisanat est remplacé par le travail manufacturier. Des usines s'installent dans le quartier : 11 filatures existaient rue de la Vignette dans la première moitié du siècle Les filtiers, ouvriers des filatures de coton et de lin dont beaucoup sont des descendants des artisans des anciennes corporations s’entassent dans des logis minuscules sans air ni lumière, dans un lacis de ruelles et de courées sans égouts ni distribution d’eau.
Pour une densité de population équivalente à celle du centre de Paris à la même époque, la suroccupation des logements est accentuée par la faible élévation des maisons.
Le tableau établi par l'historien Pierre Pierrard dans La vie ouvrière à Lille sous le Second Empire indique que, seules 1371 maisons sur les 6574 de l’ancien Lille soit 21 % avaient plus de 2 étages en 1861.
Les rues des Étaques, des Robleds, du Curé-Saint-Sauveur réunissent une misère indescriptible que l'on rencontre dans des caves ou des cours qui datent parfois du Moyen Âge.
Ces conditions sont décrites par Victor Hugo après sa visite du quartier le 10 février 1851 avec Adolphe Blanqui dans un texte rédigé pour un discours à l’Assemblée Nationale qu’il n’aura pas l’occasion de prononcer,. Cette visite lui a inspiré un célèbre poème publié dans le recueil Les châtiments
| Caves de Lille ! on meurt sous vos plafonds de pierre ! J'ai vu, vu de ces yeux pleurant sous ma paupière, Râler l'aïeul flétri, La fille aux yeux hagards de ses cheveux vêtue, Et l'enfant spectre au sein de la mère statue ! Ô Dante Alighieri ! |

Adolphe Blanqui a décrit Saint-Sauveur dans son rapport Des classes ouvrières en France pendant l'été 1848 comme « Une suite d'îlots séparés par des ruelles sombres et étroites aboutissant à des petites cours connues sous le nom de courettes, servant à la fois d'égouts et de dépôts d'immondices, où règne une humidité constante ».
Pourtant Saint-Sauveur n’était pas un ghetto.
Ainsi Pierre Pierrard estime qu'en dépit de la misère de la majorité, le quartier avait conservé une certaine diversité sociale avec un petit commerce vivant et quelques familles bourgeoises résidentes telle les industriels de la famille Wallaert rue Saint-Sauveur et le décrit comme « le quartier le plus typiquement lillois, celui que les chansonniers célèbrent dix fois plus que les autres. Là gîtaient beaucoup de petites gens, des ouvriers de souche comme les filtiers ; c’est dans ses rues que résonnaient, avec le plus de spontanéité réelle le patois. Là étaient les cabarets les plus célèbres, sièges des plus vivantes sociétés. »
« On peut dire sans exagérer que Saint-Sauveur était plus que l’exutoire de la vieille ville industrielle, l’âme vivante de l’ancien Lille. »

#### Un berceau du mouvement ouvrier
Saint-Sauveur était déjà perçu par Vauban comme un quartier potentiellement séditieux : « Ce fort est accommodé de tous les bâtiments nécessaires et rempli de toutes les munitions de guerre et de bouche, ayant de plus une petite garnison particulière et un commandant, comme la Citadelle. Du côté de la campagne, il ne fait que l'office d'un grand bastion, mais très bien placé par les deux qui l'avoisinent. Il ne sert pas peu à contenir les émotions de ce quartier fort peuplé de menus gens qui n'ont rien à perdre et qui, par conséquent, a toujours été le plus séditieux de la ville. »
Cependant, Saint-Sauveur est resté calme sous l’Ancien Régime : « Le peuple est peu frondeur. Les milieux populaires demeurent encadrés et soutenus par les chaudes solidarités du métier, de la paroisse et de la confrèrie ».
Au XIXe siècle, le quartier ne connut pas de grandes émeutes comparables à celles des révolutions parisiennes, de la Commune de Paris ou des soulèvements des canuts lyonnais. La présence d’importantes garnisons de plusieurs milliers de militaires jouait certainement un rôle dissuasif.
Ainsi, un soulèvement d'ouvriers pour détruire des machines (mule-jenny) considérées comme une menace de chômage fut promptement réprimé par deux compagnies de canonniers le 20 mars 1805.
Les manifestations d’hostilité aux pouvoirs se limitaient généralement à des cris séditieux.
Les habitants de Saint-Sauveur n’en étaient pas moins massivement en opposition avec l’ordre établi et précocement acquis aux idées socialistes.
Ainsi, à l’élection présidentielle de décembre 1848, la circonscription de Lille-Sud-Est, regroupant Saint-Sauveur et une partie de Saint-Maurice, quartier populaire à cette époque, donna, sur 3 787 inscrits, 387 voix à Louis-Napoléon Bonaparte soit 10 % contre 54 % pour la France entière et 1983 au candidat social-démocrate Ledru-Rollin soit 55 % (3,7 % en France)
Les 1 038 non au plébiscite de décembre 1851 pour la ratification du coup d’État représentent 27,4 % des inscrits (7,96 % en France), les 1396 abstentions 36,9 % (20,34 % en France) et les abstentions au plébiscite pour le rétablissement de l’Empire du 21 novembre 1852 atteignent 66 % à Saint-Sauveur (20,34 % en France).
Lille élit en mars 1852 Pierre Legrand un des trois députés républicains (sur 291 sièges et 283 candidats officiels élus) plébiscité par les quartiers ouvriers.
Saint-Sauveur vota non à 70 % au plébiscite de mai 1870 (17 % pour la France entière).
Gustave Delory, fils d’ouvriers du textile, né dans une cave insalubre de Saint-Sauveur succéda en 1896 à Géry Legrand, fils de Pierre Legrand, maire républicain avancé de Lille de 1881 à 1896. Il fut un des fondateurs en 1882 et des principaux animateurs du Parti ouvrier (Parti ouvrier français à partir de 1893) premier parti marxiste en France, dont le but était d’abolir le capitalisme et de fonder une société socialiste puis communiste.
Il demanda en 1888 à son camarade de parti Pierre Degeyter ouvrier à l’usine de Fives, chef de la chorale la Lyre des travailleurs de mettre en musique un poème d’Eugène Pottier. Cette composition chantée une première fois à l’estaminet La Liberté rue de la Vignette dans le quartier Saint-Sauveur fut adoptée en 1889 comme hymne par la Deuxième Internationale.
Gustave Delory fut en 1896 le premier maire socialiste d’une grande ville française après celle de Roubaix.
Alexandre Bracke-Desrousseaux, fils du célèbre chansonnier de Saint-Sauveur, ami de Jules Guesde fut également militant du Parti ouvrier. Il proposa le sigle S.F.I.O. au nouveau parti fondé en 1905 par fusion de plusieurs organisations. Il fut un des acteurs du mouvement socialiste jusqu’à sa mort en 1955.

### L'entre-deux-guerres: l'assainissement différé

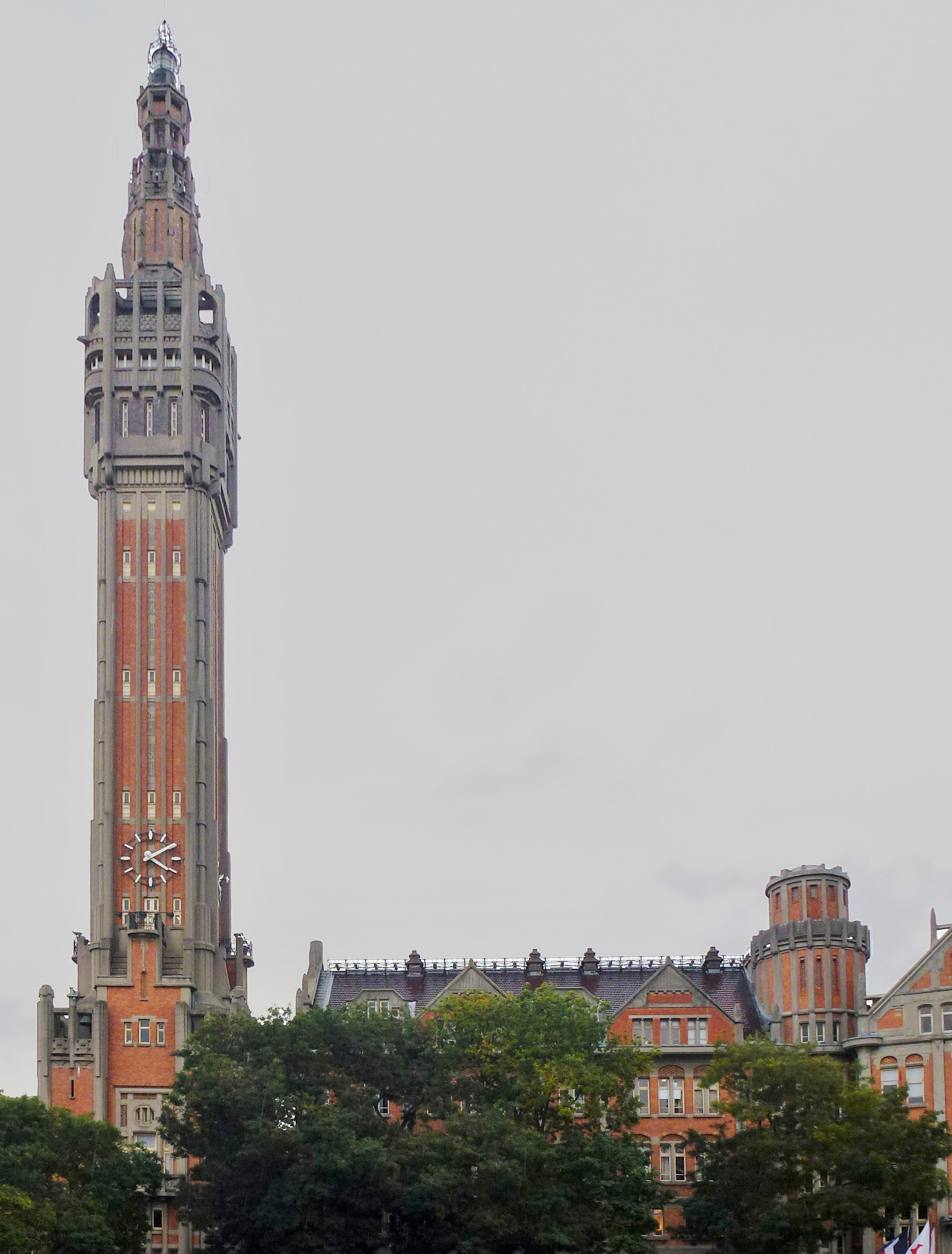
L'hôtel de ville construit de 1924 à 1932

Malgré les bombardements du siège de 1792 qui ont détruit 375 maisons à Saint-Sauveur sur 500 dans l'ensemble de la ville et ceux de 1914 relativement peu dévastateurs pour le centre de Saint-Sauveur, touchant principalement les alentours de la gare et de Saint-Maurice, les constructions très anciennes sont restées jusqu’au milieu du XXe dans leur trame médiévale resserrée.
Les modestes opérations d’urbanisme, percement de 1835 à 1838 de la rue Wicar et dégagement de la petite place Wicar (supprimées en 1960) qui ont fait disparaître quatre courettes et création en 1862 du square du Réduit futur square Ruault, n’avaient pas modifié la physionomie d’ensemble de Saint-Sauveur
L’assainissement envisagé avant la Première Guerre mondiale a été programmé dans le prolongement de la construction du nouvel hôtel de ville de 1924 à 1932.
Le percement de larges avenues de type haussmannien était prévu à travers le quartier au départ d’une grande place devant la mairie.
Ce projet était également destiné à étendre le centre-ville vers le sud.
Lors de l'édification de l'hôtel de ville et au cours des années suivantes, 272 maisons vétustes ont été détruites
Cependant, les difficultés économiques des années 1930 ont différé pour l'essentiel ce projet qui ne sera repris que vers 1960.

### Les années 1950: avant la rénovation
Dans les années 1950, la densité de population n’était plus du niveau d’extrême entassement du siècle précédent mais restait encore très forte. Ainsi une ancienne filature avait été transformée en immeuble de rapport.
Le quartier était animé avec des commerces variés et spécialisés, rue de Paris, drogueries, matériel de bureau, machines à coudre, instruments de musique faisant de cette artère une extension du centre-ville. La rue Saint-Sauveur était très animée avec des boutiques destinées au ravitaillement quotidien du quartier et une ambiance populaire bon enfant.
Les anciennes usines avaient fermé mais le quartier avait conservé une activité textile : couture, ateliers de confection, négociants en tissus. Ainsi, une maison de confection rue des Brigittines (îlot préservé) ne ferma qu'en 1980
Une commune libre de Saint-Sauveur siégeait au 120 dans la maison natale de Desrousseaux.
Entre ces deux rues, les immeubles non entretenus étaient restés insalubres. Beaucoup de logements dégradés ont été transitoirement occupés en attendant leur démolition par des travailleurs émigrés principalement algériens au cours de la guerre d'Algérie.

### Les années 1960: la table rase

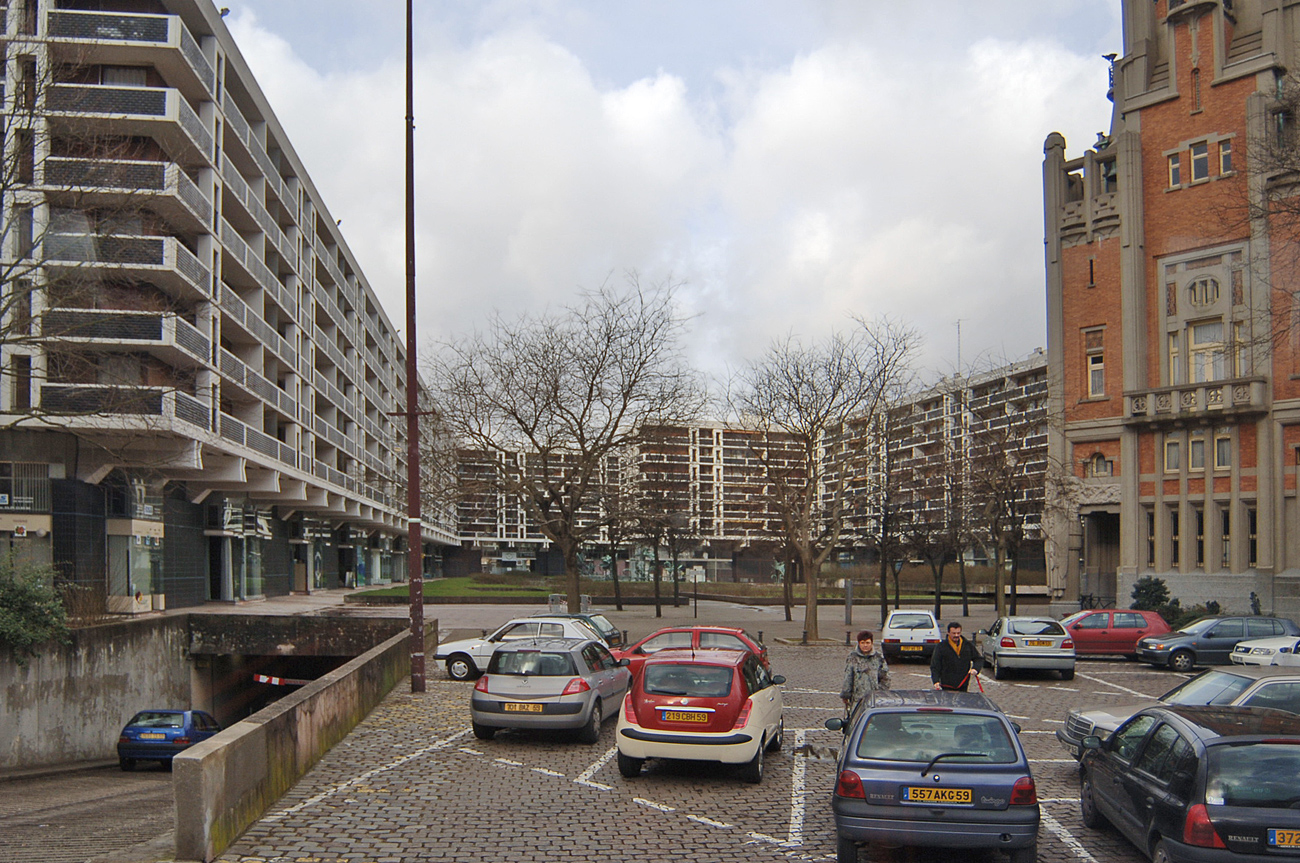
Immeubles construits par la SCIC de 1962 à 1965

Le 2 novembre 1956, le ministre de la Reconstruction et du Logement informe Augustin Laurent, maire de Lille, que la suppression d'îlots insalubres sera subventionné.
La reconstruction a porté sur une zone de 20 hectares (surface équivalente à celle de la paroisse Saint-Sauveur de l'Ancien Régime (21,8 hectares) en considérant la partie détruite entre les deux guerres lors de la construction de l'hôtel de ville et terrains avoisinants et le triangle entre les rues de Tournai, Gustave-Delory et Charles-Saint-Venant qui faisait partie de la paroisse Saint-Maurice) comprenant 745 immeubles et 2257 logements à détruire.
5 400 habitants ont été relogés, pour la majorité en dehors de Saint-Sauveur et l’ancien quartier a été rasé à l’exception de monuments historiques isolés.
Des habitants se sont opposés à leur expulsion, vainement pour la plupart. Cependant les occupants du 151 rue de Paris ont réussi à maintenir leur maison qui devait être démolie.
À la place des anciennes habitations, des blocs rectilignes d’habitations d'aspect moderne construits en éléments préfabriqués et quelques immeubles de bureaux et administratifs ont été édifiés dans le style des années 1960 le long de voies considérablement élargies et d'une nouvelle voie est-ouest, l'avenue du Président John-Fitzgerald-Kennedy.
Parmi ces constructions nouvelles, on peut mentionner :
- la résidence du beffroi, immeubles réalisés par la SCIC de 1962 à 1965 en bordure de la rue de Paris près de l'hôtel de ville comprenant 258 appartements et des locaux commerciaux au rez-de-chaussée (mais aucun commerce alimentaire, ni de service quotidien aux habitants).
- l'immeuble de bureaux du Forum construit en 1971 à l'angle de la rue Charles-Saint-Venant et de la rue Gustave Delory[38].
- la tour de la Direction générale des finances publiques (anciennement trésorerie) rue Gustave-Delory[39].
- La tour de la Cité administrative édifiée de 1951 à 1955 agrandie d'une deuxième aile de 1964 à 1965 à la lisière de l'ancien quartier, à côté de l'emplacement de l'ancienne porte de Tournai détruite en 1924[40],

Les rues de Paris, Saint-Sauveur et de Tournai qui ont conservé leur nom, l’ancienne rue de Fives (rue Gustave Delory depuis 1926), la rue Charles-Saint-Venant sont devenues méconnaissables.
Cette opération de table rase a fait disparaître en quelques années 83 % des anciennes rues.

## Saint-Sauveur en chansons
Parmi les nombreux chansonniers de Saint-Sauveur, Alexandre Desrousseaux auteur de L'Canchon Dormoire, titre original du P'tit Quinquin, qui habitait la maison du 120 rue Saint-Sauveur emportée dans la rénovation des années 1960, est le plus célèbre.
Ce court extrait d’une de ses nombreuses chansons condense l'esprit des habitants de Saint-Sauveur : misère, gaieté et une certaine résignation.
Original en patois (typographie de l'édition respectée) et traduction en français.
| Texte en patois | Traduction en français |
| --- | --- |
| Chés brav’s gins n’sont point riches Mai’ i’ ont l’cœur joyeux, Ch’ti qui n’a qu’eun’ quemiche, S’di : « on n’en met point deux ! » Il’ ont raison' L’argint n’fait point l’bonheur I’sont gais dins l’misère Les infants d’Saint-Sauveur Dins les pus sal’s courettes, Dins les cav’s, les guerniers, Sans air, faut’ de ferniêtres, Hélas ! i’ sont logés. Eun’ cambre, souvint p’tite Log’ pèr, mèr’, frère et sœur Et v’là l’tableau d’un gîte Des infants d’Saint-Sauveur | Ces braves gens ne sont pas riches Mais ils ont le cœur joyeux Celui qui n’a qu’une chemise Se dit : on n’en met pas deux Ils ont raison L’argent ne fait pas le bonheur Ils sont gais dans la misère Les enfants de Saint-Sauveur Dans les plus sales courettes Dans les caves, les greniers Sans air faute de fenêtre Hélas ! ils sont logés Une chambre souvent petite Loge père, mère, frère et sœur Et voilà le tableau d’un gîte Des enfants de Saint-Sauveur |

## Saint-Sauveur auXXIesiècle

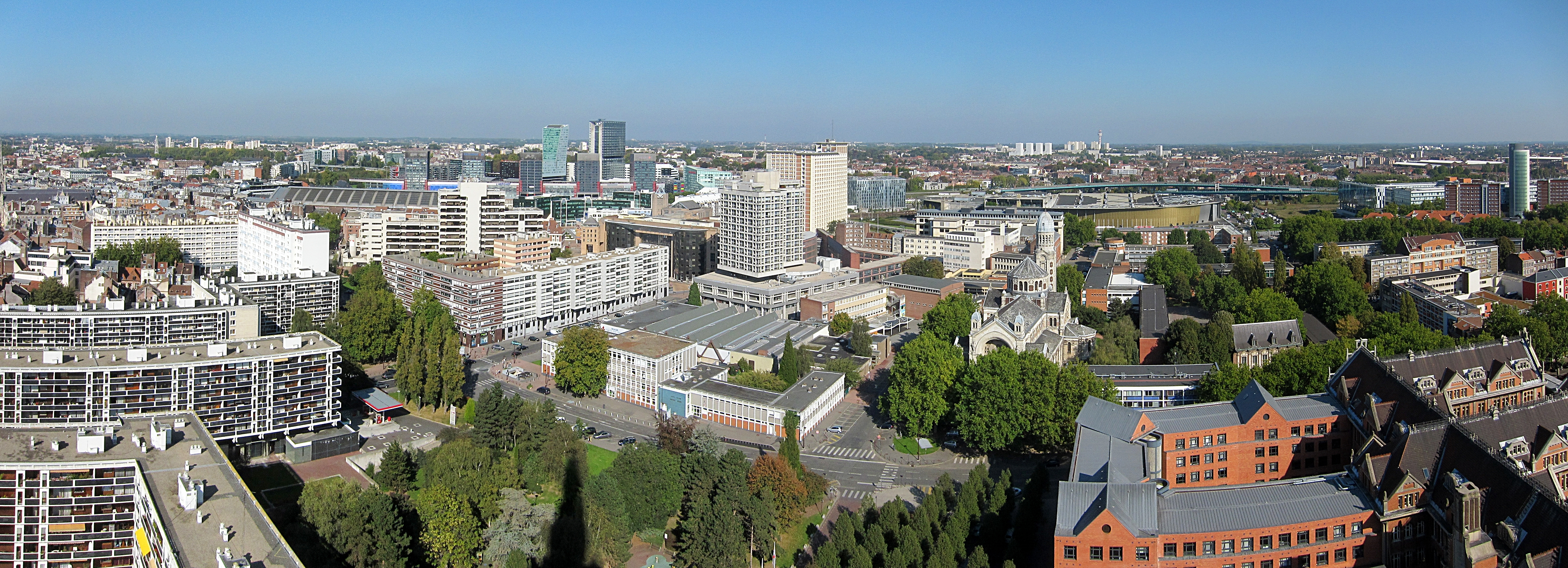
Saint-Sauveur vu du beffroi. Partie est. Au premier plan à droite l'Hôtel de ville. De droite à gauche : l'hôpital St-Sauveur, l’église Saint-Sauveur, la tour de la Trésorerie (actuellement Direction générale des Finances publiques), derrière la tour de la Cité administrative, le hall de la gare en arrière-plan, à gauche, derrière les immeubles on devine la Cour des Brigittines

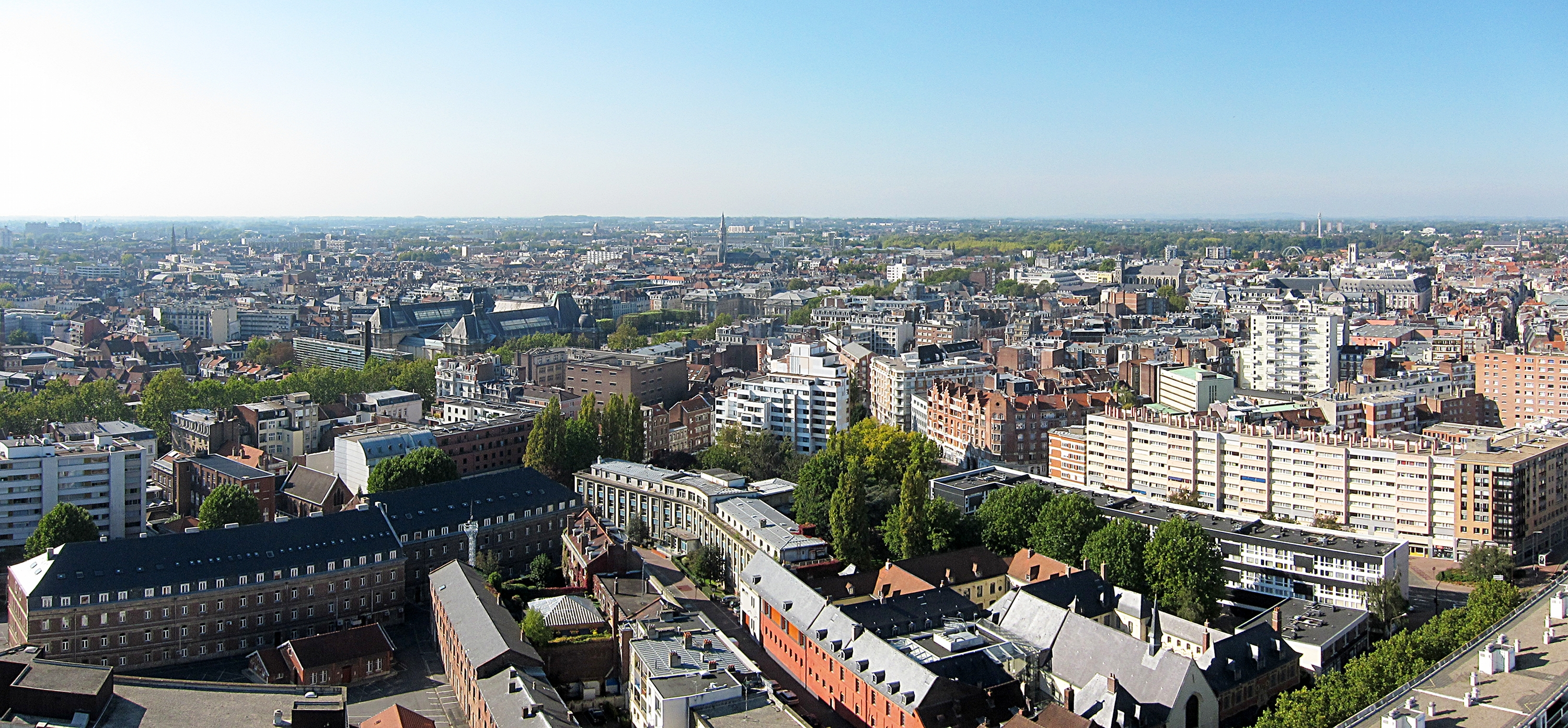
Saint-Sauveur vu du beffroi. Partie ouest. Au premier plan l'hospice Gantois, à gauche au second plan la Caserne Vandamme

Le projet de 1920 d’étendre le centre dans cette direction a été oublié, une requalification intégrale de l'espace urbain Saint-Sauveur ayant été privilégiée dans les années 1950.
Les monuments préservés isolés et l’unique ensemble de la Cour des Brigittines ne suffisent pas en faire un pôle d’attraction touristique.[réf. nécessaire]
Le quartier peu commerçant est devenu principalement un lieu de passage entre le centre vivant autour de la Grand-Place et les quartiers de Moulins-Lille et de Wazemmes plus animés au sud.

## Monuments de Saint-Sauveur
À l'exception des monuments classés listés ci-dessous et d'un îlot à l'angle des rues Gustave Delory et de Paris comprenant trois hôtels du XVIIIe siècle classés, la cour des Brigittines et les immeubles avoisinants, l'ancien quartier a été rasé y compris une maison rue Saint-Sauveur dont la façade avait été classée en 1944.
- Hospice Gantois
- Rue des Brigittines
- Hôtel particulier du 50 Rue Gustave-Delory
- Hôtel particulier du 58 rue Gustave Delory
- Église Saint-Sauveur
- Hôpital Saint-Sauveur[44]
- Hôtel de Marchiennes 191 rue de Paris
- Noble Tour
- Hôtel de ville
- Porte de Paris
- Fort Saint-Sauveur

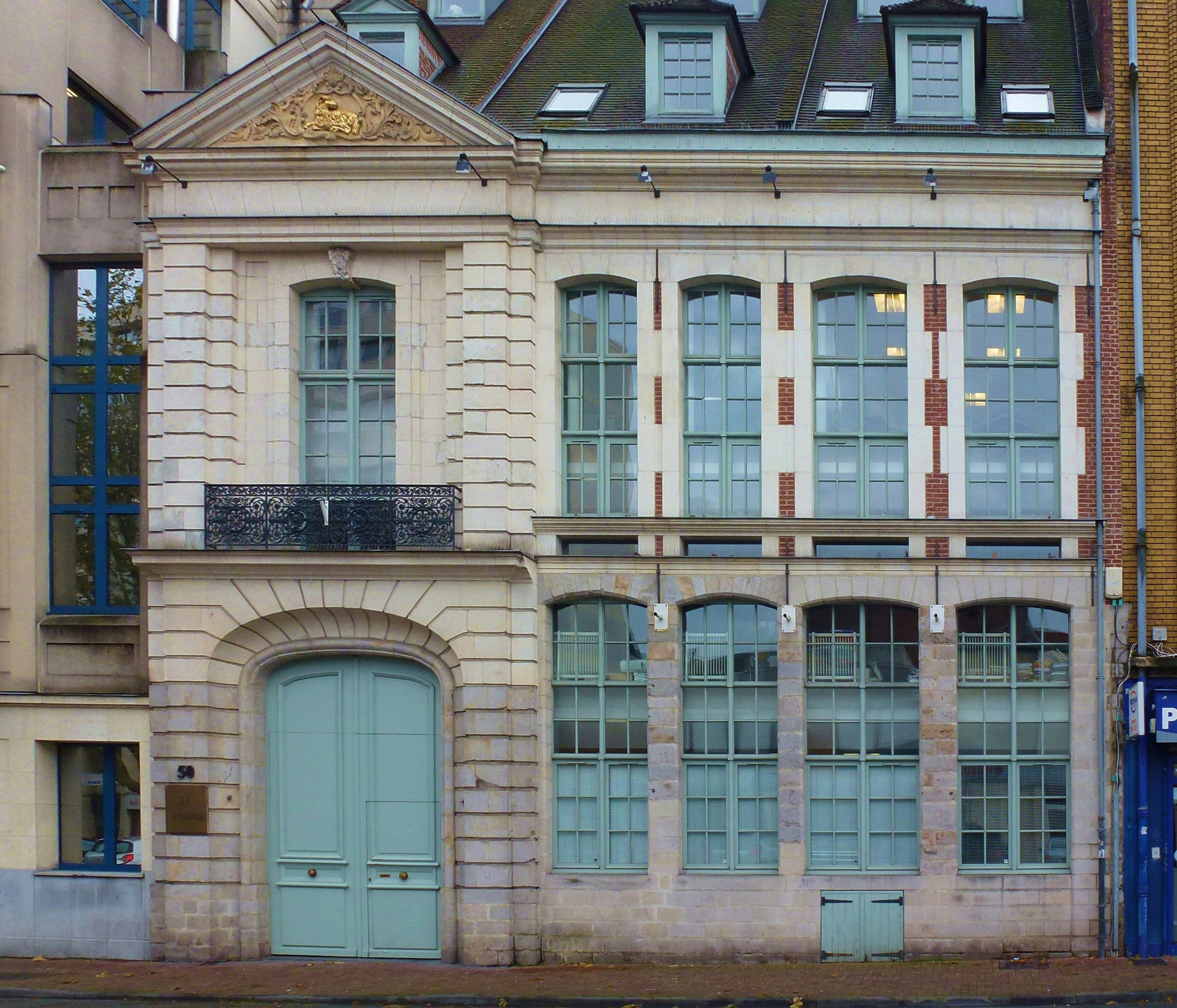
Hôtel particulier. 50 rue Gustave Delory (Monument classé)
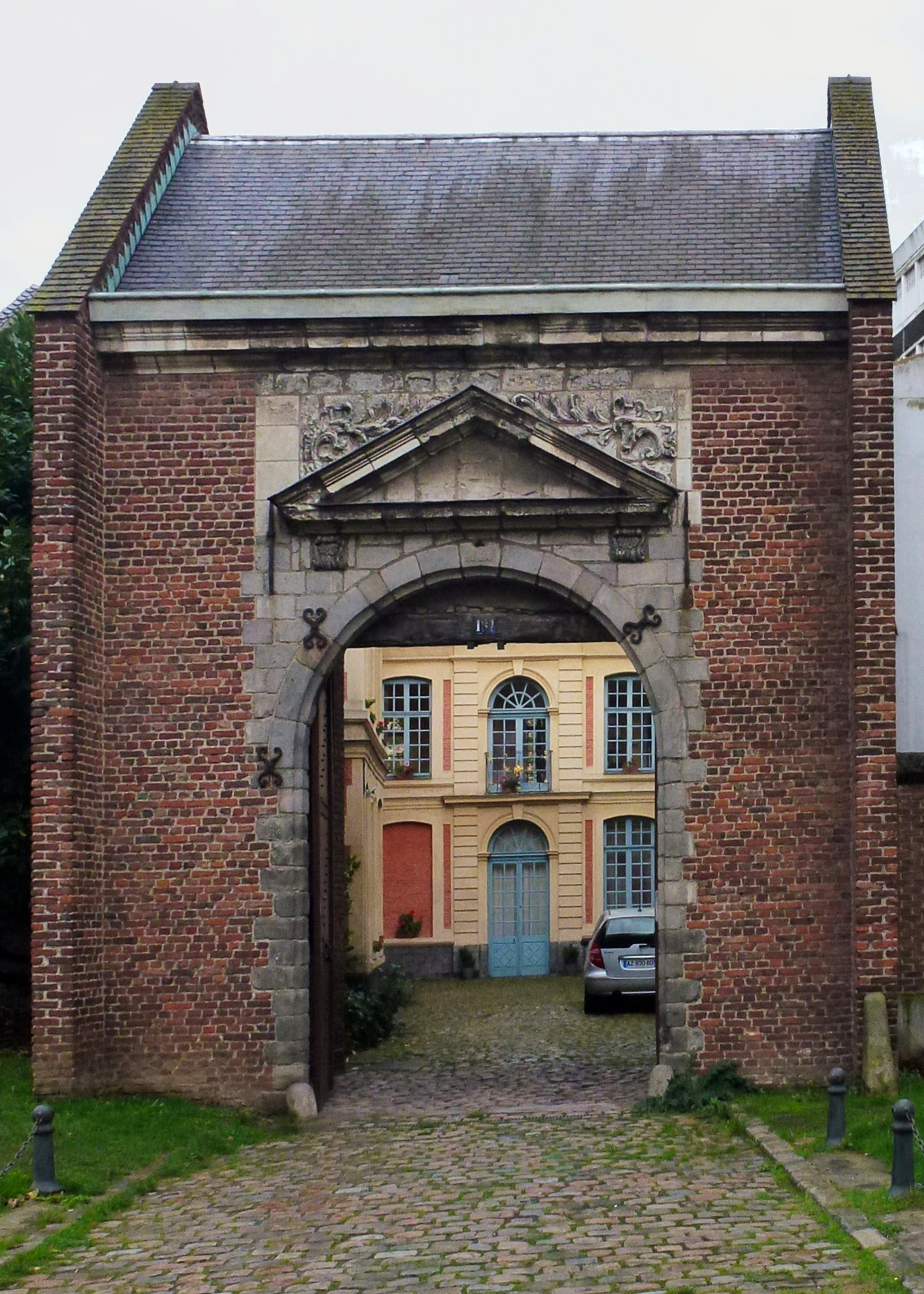
Hôtel de Marchiennes. 191 rue de Paris (bâtiment classé)
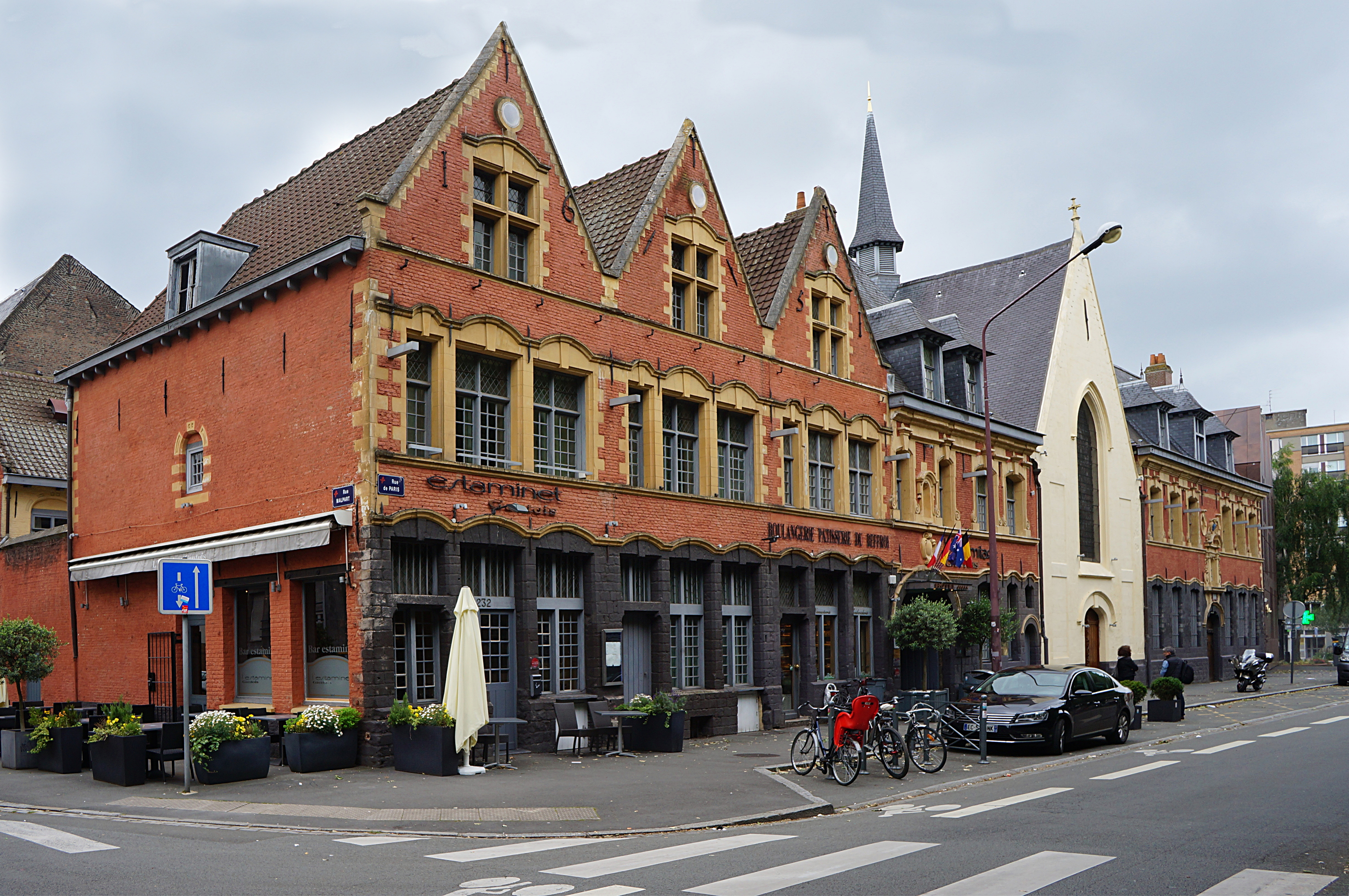
Hospice gantois édifié en 1462 et maisons du XVIIe siècle, rue de Paris
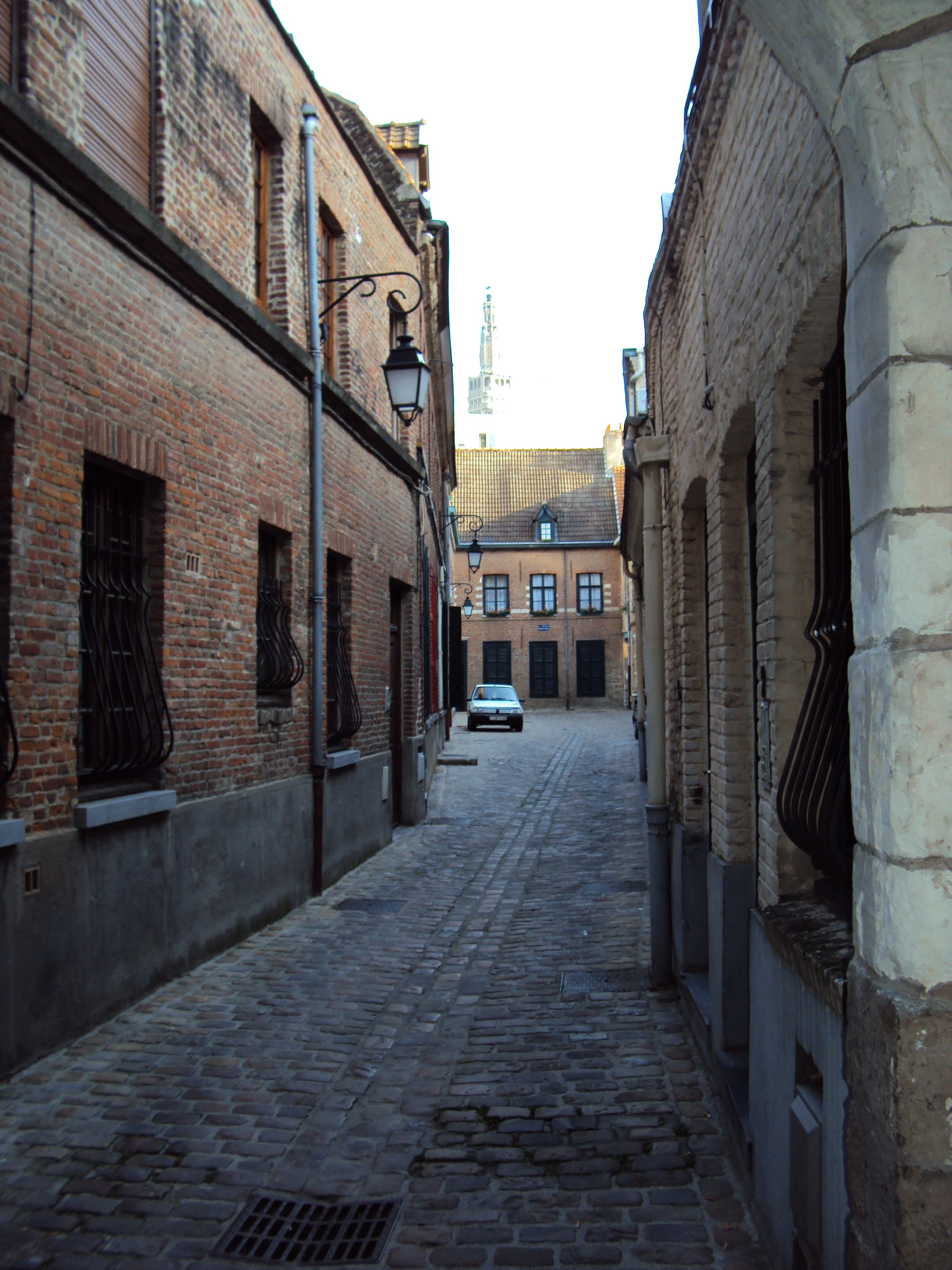
Rue des Brigittines